# 方思国
方思国，中华人民共和国政治人物、全国脱贫攻坚先进个人。

## 生平
方思国任四川省达州市宣汉县峰城镇仁义村第一书记兼驻村工作队队长，中国华融资产管理股份有限公司四川省分公司综合管理部经理。因在脱贫攻坚战中作出突出贡献，2021年2月25日全国脱贫攻坚总结表彰大会上，方思国被授予“全国脱贫攻坚先进个人”。